# Castex (Ariège)
Castex település Franciaországban, Ariège megyében. Lakosainak száma 95 fő (2022. január 1.). Castex La Bastide-de-Besplas, Carla-Bayle, Daumazan-sur-Arize, Méras és Sieuras községekkel határos.

## Népesség
A település népessége az elmúlt években az alábbi módon változott:
| Lakosok száma | 108  | 97   | 76   | 96   | 94   | 93   | 94   | 93   | 97   | 95   |
|               | 1968 | 1982 | 1990 | 2006 | 2013 | 2015 | 2017 | 2019 | 2020 | 2022 |